# Ensemble Marktplatz (Kößlarn)

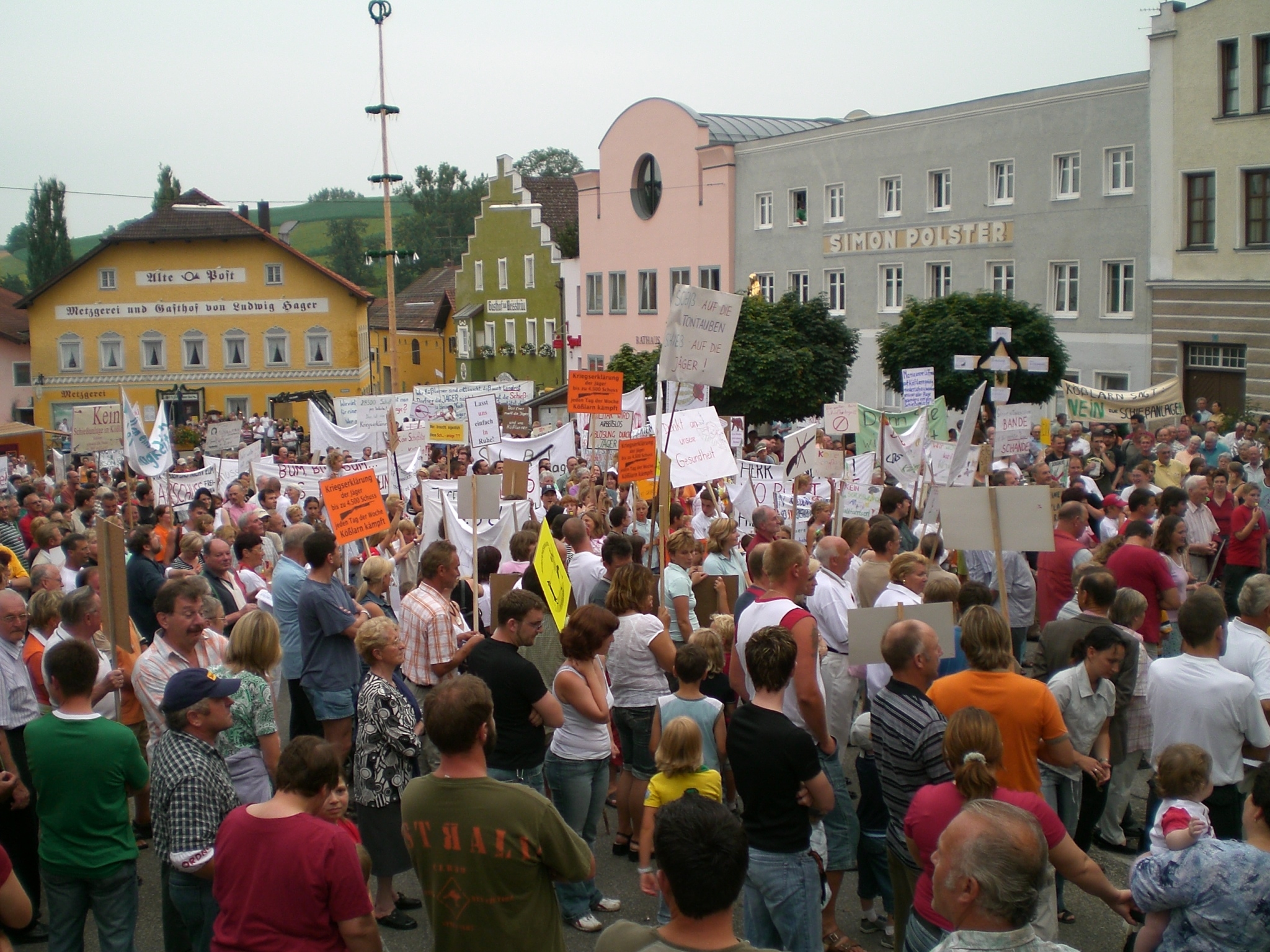
Marktplatz in Kößlarn

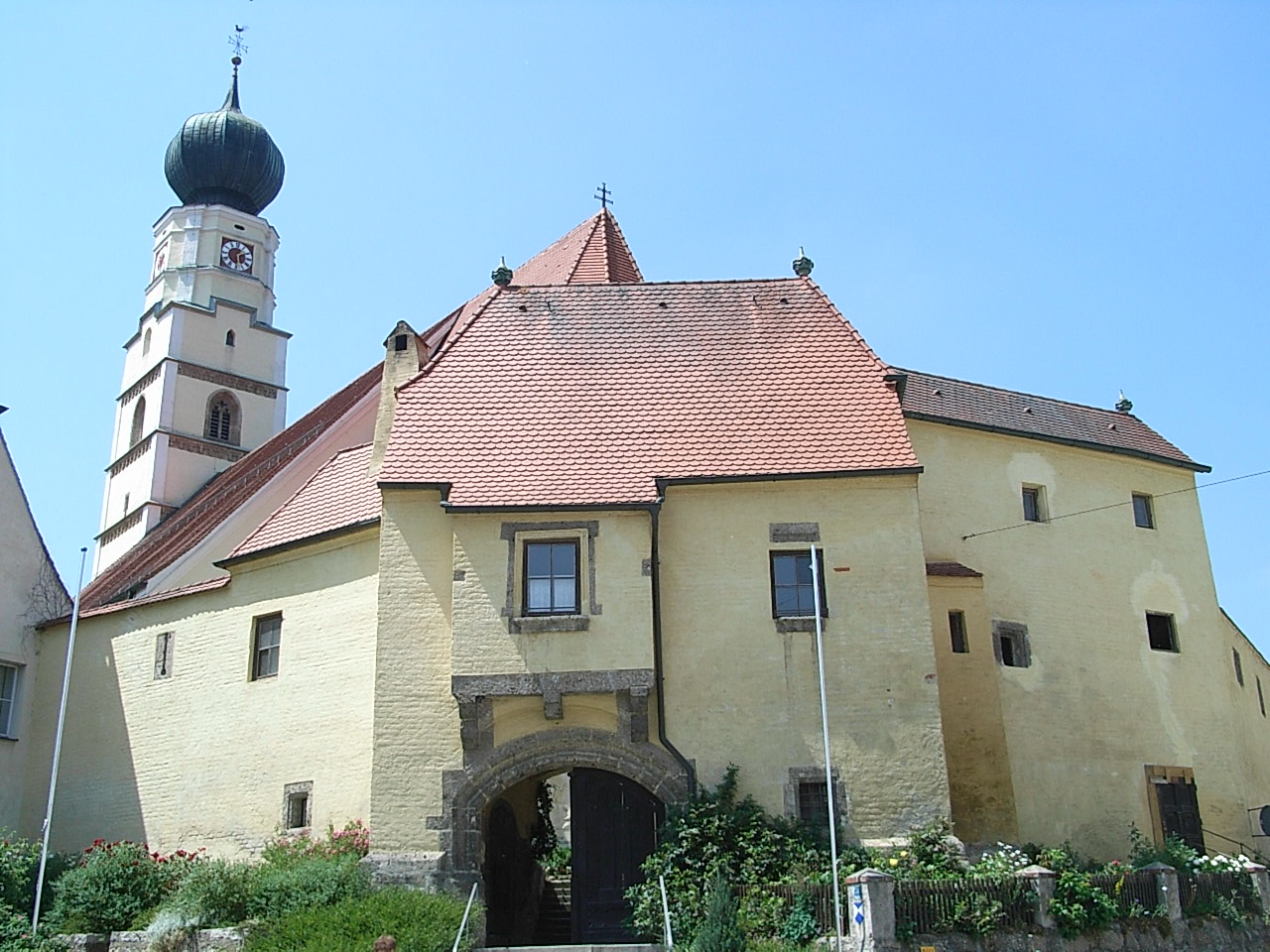
Wehrkirche und Kirchhofbefestigung

Das Ensemble Marktplatz in Kößlarn, einer Gemeinde im niederbayerischen Landkreis Passau, ist ein Bauensemble, das unter Denkmalschutz steht.
Das Ensemble umfasst die breite, hakenförmig geführte Marktstraße. Sie ist der mittlere Teil einer Straßensiedlung, die einer mehrfach gewundenen alten west-östlichen Straße folgt.

## Geschichte
Die Siedlung entwickelte sich erst im Spätmittelalter aufgrund einer Wallfahrt, die zu dem 1364 im Kößlhof aufgefundenen Gnadenbild einsetzte. Bei dieser ehemaligen Einöde, die als Hofanlage am Südrand des Marktes noch besteht, entstand um 1400 die Wallfahrtskirche Heilige Dreifaltigkeit und wohl seit dem 15. Jahrhundert die Handwerkersiedlung zu beiden Seiten der Straße.
Im Jahr 1488 wird Kößlarn als herzoglicher Markt genannt. Die Wallfahrt war zu dieser Zeit die größte Marienwallfahrt Niederbayerns. Der am Ort aufblühende Verkehr und Warenumschlag zog Händler, Handwerker und Gastwirte an. Die geistliche Betreuung der Wallfahrt lag bei der Zisterzienserabtei Aldersbach.

## Beschreibung
Die nahezu geschlossene Bebauung des Marktplatzes bestand bis zur Mitte des 19. Jahrhunderts meist aus Blockbauten mit Flachsatteldächern. Von diesem Haustyp mit weitem Dachvorstand haben sich im Ostteil des Platzes einige verputzte Vertreter erhalten. An der Nordseite sind einige Traufseithäuser nach dem Brand von 1868 entstanden.
Der abgewinkelte, nach Nordwesten ansteigende Teil des Marktplatzes wird von der Baugruppe der ehemaligen Wallfahrts-, jetzt Pfarrkirche, der Kirchhofbefestigung und der damit verbundenen Pfarr-, Benefiziaten-, Mesner- und Torhäuser beherrscht.
Die Kirche wurde im 15. und frühen 16. Jahrhundert weiter ausgebaut und mit einem geschlossenen Befestigungsring mit Mauer, Wehrgang und vier Toren umgeben worden, die den Kirchenschätzen wie auch den Bewohnern des sonst unbefestigten Marktes Schutz bot.
Der Kirche südlich vorgelagert sind der Pfarrhof und stattliche Giebel- und Traufseithäuser, darunter das Rathaus. Unter den übrigen Wohnhäusern sind einige charakteristische Halbwalmbauten erwähnenswert.

## Einzeldenkmäler
- Marktplatz: Kriegerdenkmal
- Marktplatz 4: Gerberhaus
- Marktplatz 5: Wohnhaus
- Marktplatz 6: Wohnhaus
- Marktplatz 11: Wohnhaus
- Marktplatz 13: Wohnhaus
- Marktplatz 20: Wohnhaus
- Marktplatz 22: Ehemaliges Nebengebäude
- Marktplatz 23: Gasthof Weißbräu
- Marktplatz 33: Pfarrhof
- Marktplatz 35/39: Pfarrkirche Heilige Dreifaltigkeit, ehemalige Wehrkirche
- Marktplatz 37: Sogenanntes Kooperatoren-Stöckl
- Marktplatz 37: Südöstlicher Torbau der Kirchhofbefestigung
- Marktplatz 39: Nördlicher Torbau der Kirchhofbefestigung
- Marktplatz 41: Mesnerhaus

Siehe auch: Liste der Baudenkmäler in Kößlarn